# Ramón de Zubiaurre
Ramón de Zubiaurre (1 tháng 9 năm 1882 – 9 tháng 6 năm 1969) là một nghệ sĩ người Tây Ban Nha. Tác phẩm của ông tham gia tranh tài tại cuộc thi nghệ thuật tại Thế vận hội Mùa hè 1932.